# Ninel Conde
Ninel Herrera Conde (29. rujna 1970. – Toluca, Meksiko) meksička je glumica, pjevačica i model. Najpoznatija je po ulozi Alme Rey u meksičkoj telenoveli Rebelde.

## Filmografija
- More ljubavi kao Catalina Mijares “Coral” (2009. – 2010.)
- Desmadruga 2 kao nekoliko likova (2009.)
- Fuego en la sangre kao Rosario Montes (2008.)
- Ružna Betty kao Žena (2006.)
- Rebelde kao Alma Rey (2004. – 2006.)
- La hora pico kao nekoliko likova (2004.)
- La escuelita VIP  kao Ninel (2004.)
- 7 mujeres, 1 homosexual y Carlos  kao Mónica (2004.)
- Como en el cine kao Topacio 'La Matadora' (2001.)
- Lo que callamos las mujeres (2001.)
- La revancha  kao Reina Azcárraga (2000.)
- Catalina y Sebastián (1999.)
- Besos prohibidos  kao Karen (1999.)
- Perla (1998.)
- Luz Clarita (1996.)
- Bajo un mismo rostro (1995.)
- Al derecho y al derbez  kao Model (1995.)